# لافينتي سابو
لافينتي سابو (بالمجرية: Szabó Levente)‏ هو لاعب كرة قدم ورياضي مجري، ولد في 6 يونيو 1999 في سيكشفهيرفار في المجر. لعب مع Budaörsi SC ‏.

## وصلات خارجية
- لافينتي سابو على موقع اتحاد المجر (الهنغارية)
- لافينتي سابو على موقع قاعدة بيانات كرة القدم.إي يو (الإنجليزية)
- لافينتي سابو على موقع قاعدة بيانات كرة القدم.إي يو (الإنجليزية)
- لافينتي سابو على موقع Soccerway.com (الإنجليزية)
- لافينتي سابو على موقع عالم كرة القدم.نت (الإنجليزية)